# Circulus ryalli
Circulus ryalli is een slakkensoort uit de familie van de Tornidae. De wetenschappelijke naam van de soort is voor het eerst geldig gepubliceerd in 2011 door Oliver & Rolán.